# ニシコクマルガラス
ニシコクマルガラス（西黒丸鴉、学名：Coloeus monedula）は、スズメ目カラス科の鳥の一種。
極東に分布するコクマルガラス (Coloeus dauricus) は、ニシコクマルガラスときわめて近縁である。両種は カラス属 の１亜属として分類されてきたが、近年は独立属として扱うことが一般的である。

## 形態
全長約33cm (30-34cm)、翼開長64-73cm。旧カラス属では最小の種のひとつである。体重180-260g。
羽毛は黒あるいは灰色がかった黒色で、頬と後頸および頸部は明るい灰色から銀灰色である。虹彩は灰色がかった白色か銀白色。くちばしは黒くて短く、足も黒い。

## 分布
北アフリカからヨーロッパのほぼ全域、イラン、北西インドおよびシベリアと、広範囲に分布している。ステップや疎林、耕作地、牧草地、海食崖、都市部と生息地域も幅広い。
日本では1985年5月（天売島）と 、1996年7月-1997年3月（浜中町）の2例が北海道で記録されただけの迷鳥である。

## 亜種

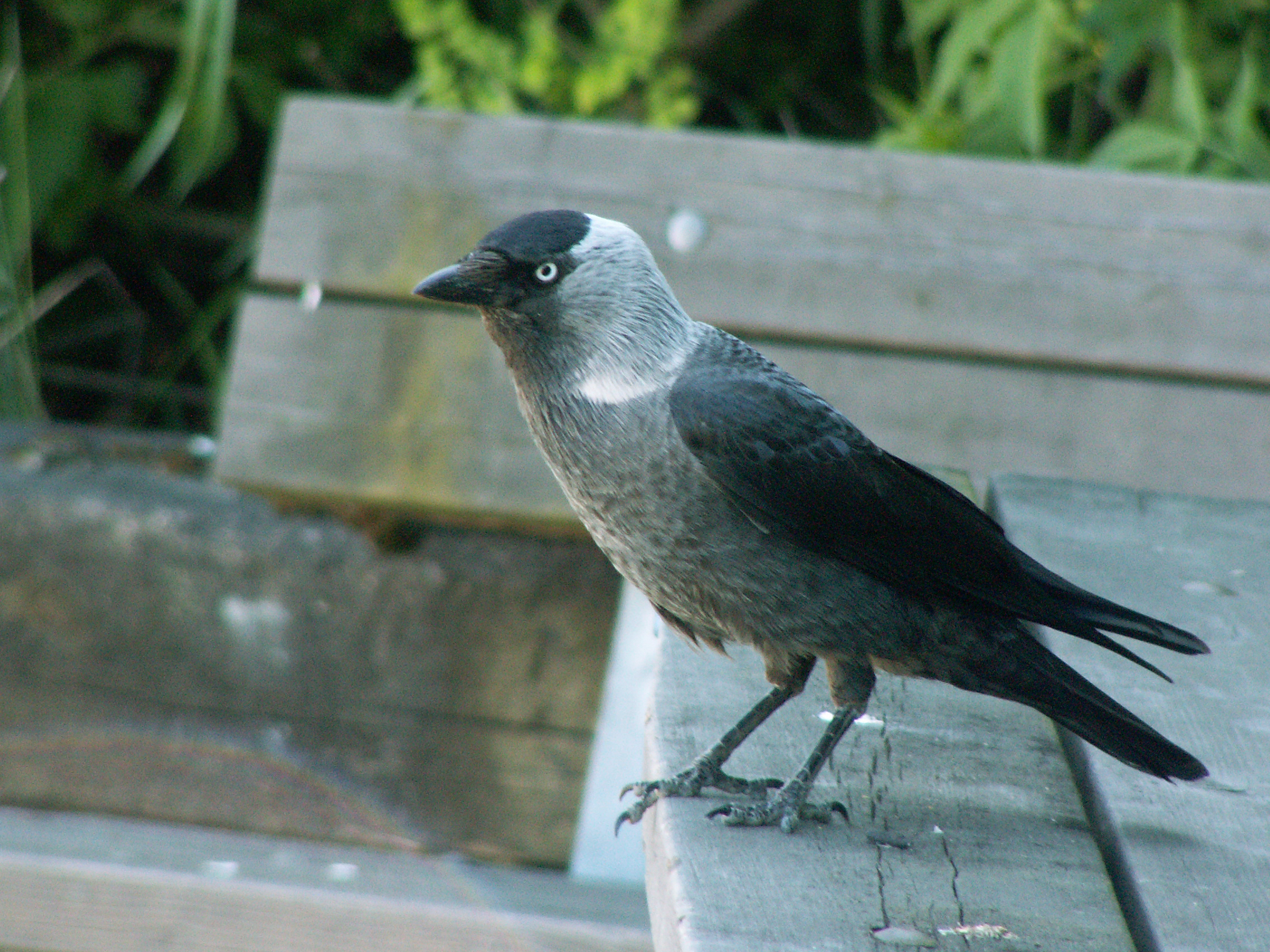
C. m. monedula （スウェーデン）

4亜種に分類され、ヨーロッパには3亜種が生息するが、地理的に連続し、明確な変異は認められない。
- C. monedula monedula (Linnaeus, 1758) - 基亜種

スカンディナヴィアから、ときにイングランド、フランス。
後頸の下部および頸側は灰白色で、春季には摩耗により暗い灰色になる。
- C. monedula soemmerringii (Fischer, 1811)

東ヨーロッパ、北・中央アジアからイラン、インド北西部（カシミール）。中国北西部やシベリア中南部まで。
後頸はより淡い灰白色で、やや明瞭な襟状となり、頸側は白色みを帯びる。春季にも明瞭でないが頸側に白色みがある個体が多い。
- C. monedula spermologus (Vieillot, 1817)

イギリス諸島、西・中央ヨーロッパからカナリア諸島、コルシカ島。
C. m. monedula や C. m. soemmerringii より暗色で、後頸や頸側の淡色はあまりない。
- C. monedula cirtensis (Rothschild and Hartert, 1912)

北アフリカ（モロッコ、アルジェリア）。

## 生態

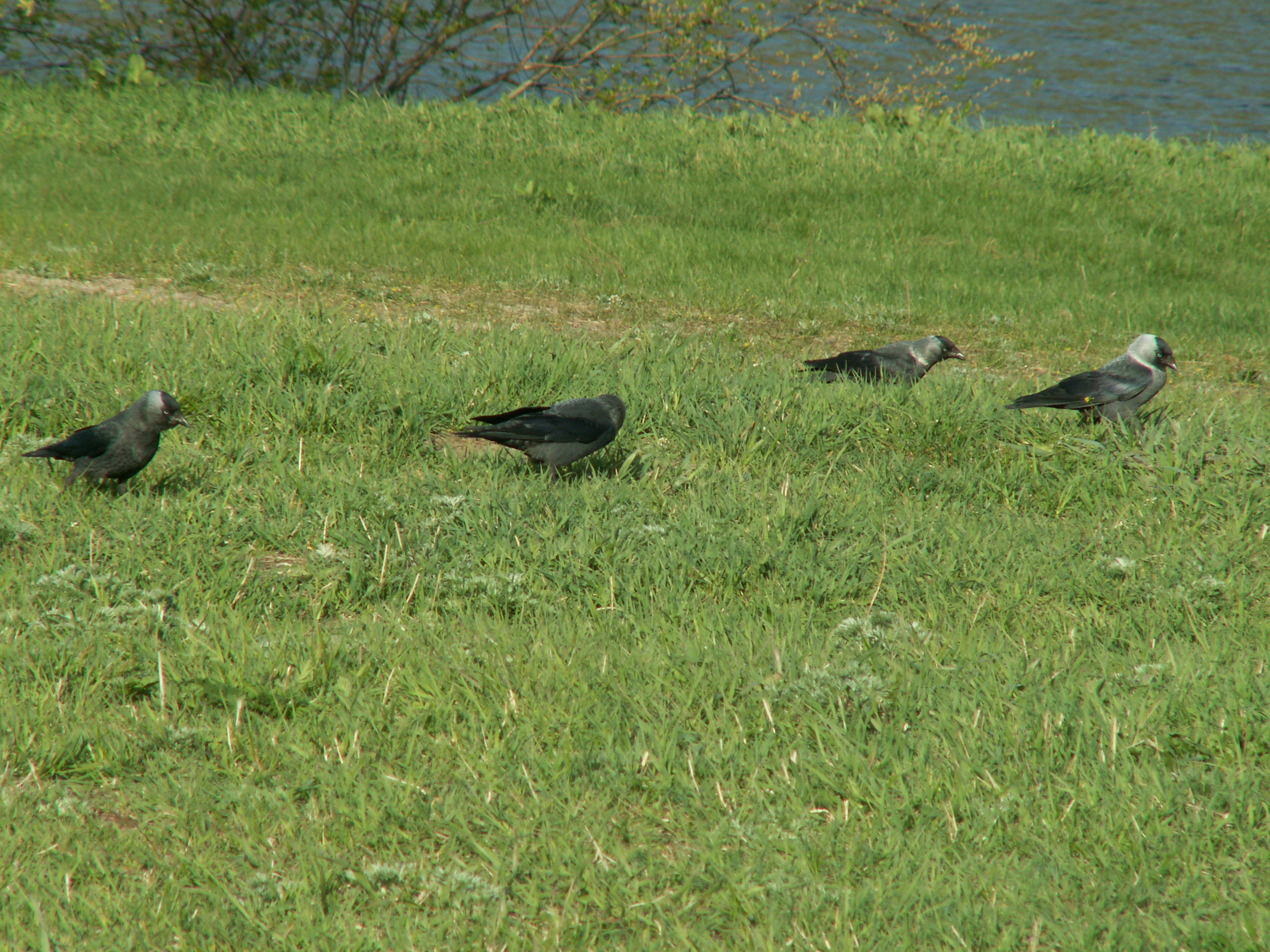
採餌（ロシア）

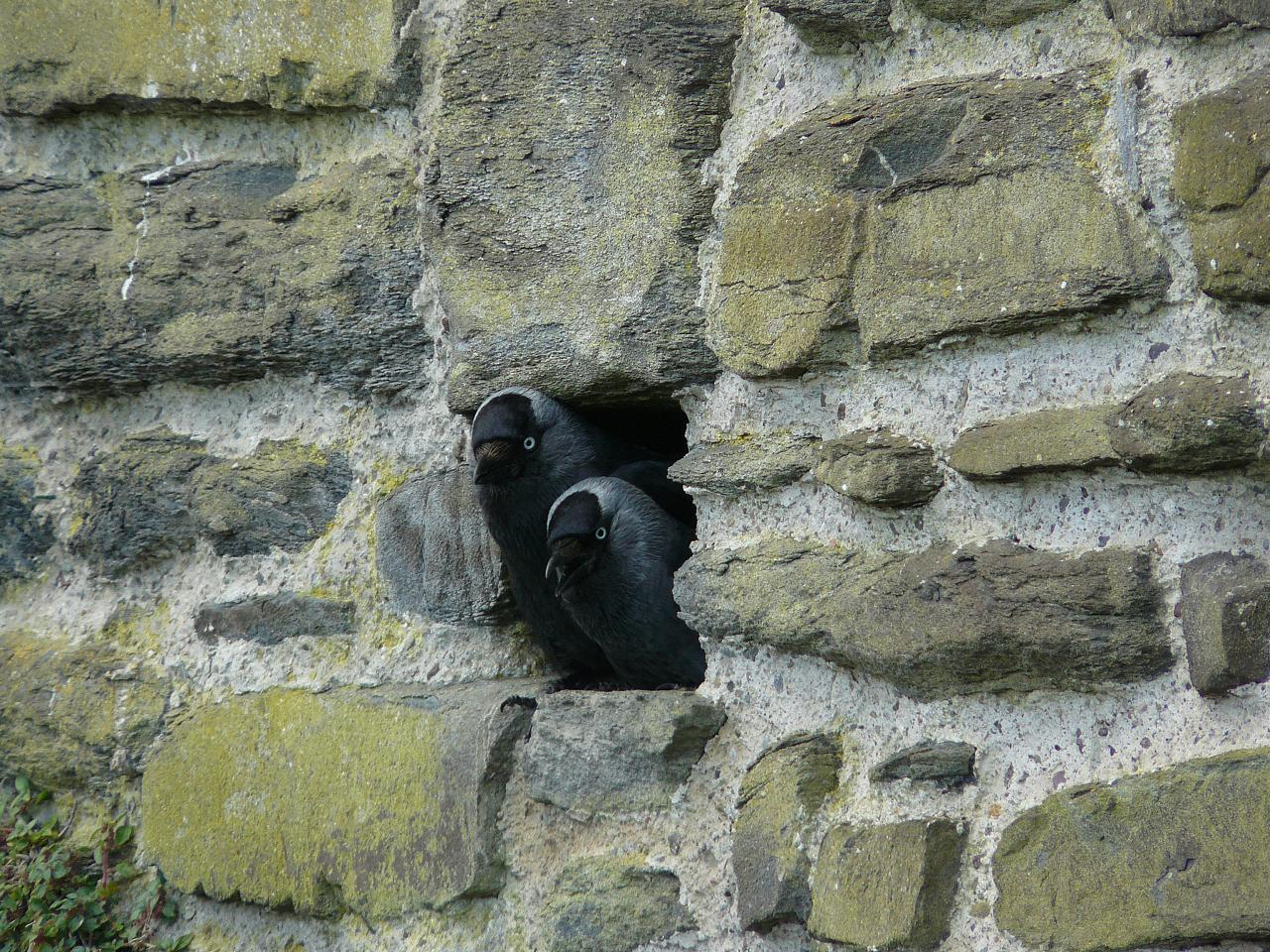
コンウィ城（ウェールズ）の壁穴

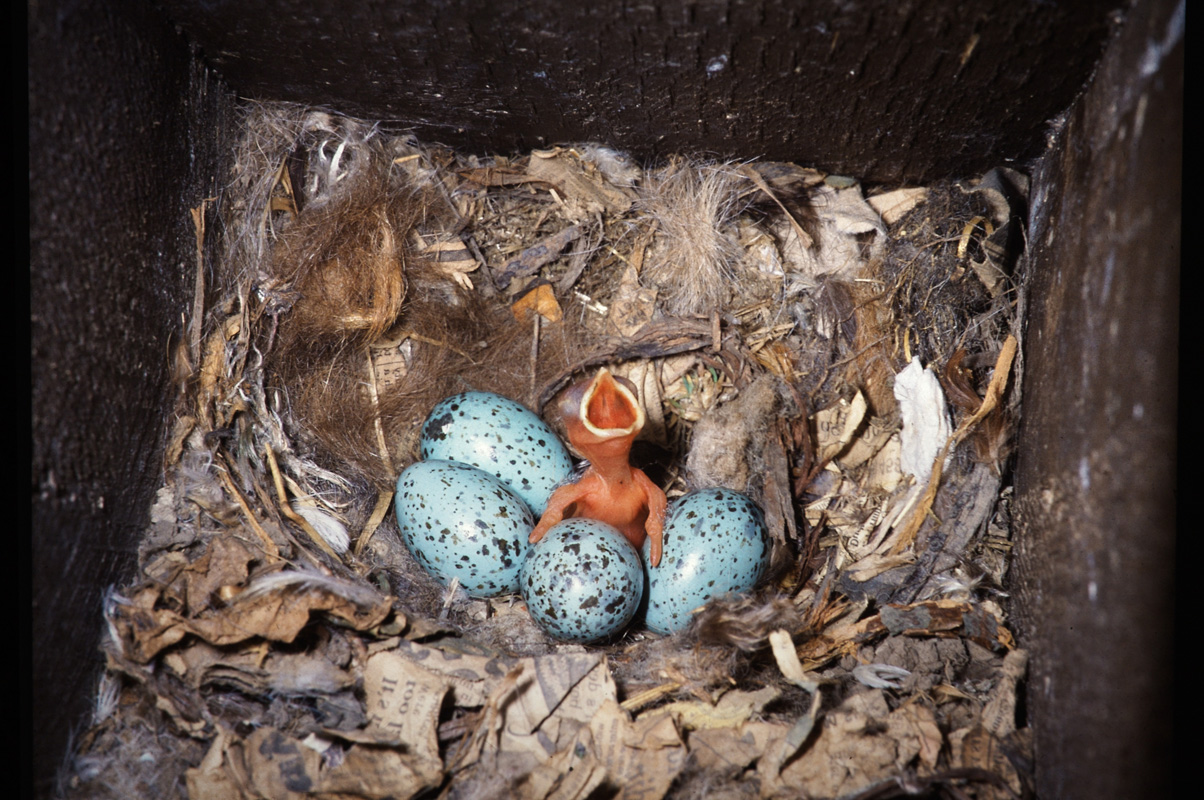
巣内の卵と雛

### 採餌
地面に落ちているものを拾って食べることが大半を占めるが、樹木から食料を得ることもある。昆虫などの節足動物、草の種や穀類、人間の残飯、海辺に打ち上げられた魚などを食べ、餌台の餌も他のカラスと比べると好んで食する傾向がある。

### 営巣
ニシコクマルガラスはさまざまな場所に巣をかける。樹木のうろや断崖を選ぶこともあれば、廃屋や場合によっては民家（通常は煙突を選ぶ）、ときには針葉樹林に巣をかけることさえある。集団で営巣し、4-5月に産卵する。一度に産む卵の数は大抵4-5個、卵の大きさは約3.6cm × 2.6cmで、つやのある淡青色の滑らかな地に黒褐色の斑がある。雌が抱卵し、17-18日で孵化する。雌雄により育雛され、28-32日で羽毛が生えそろう。

### 鳴き声
「チャック・チャック」 "chyak-chyak "、または「カック・カック」 "kak-kak " と鳴く。英名の jack は、この「ジャック」とも聞こえる鋭い鳴き声に由来する。

### 習性
社交的な鳥で、つがいか大きな群れで行動する。群れにおいても、つがいは一緒に行動する。
コンラート・ローレンツはニシコクマルガラスの群れに見られる複雑な社会性を研究し、その社会的行動の観察結果を『ソロモンの指輪』に著した。ニシコクマルガラスの研究のため、ローレンツは、アルテンベルクの自身の住居の周辺にいたニシコクマルガラスたちの足に識別用の色つきリングを付け、例年の渡りの季節である冬には檻に入れ、オーストリアから去ってしまうのを防いだ。『ソロモンの指輪』によれば、ニシコクマルガラスの社会は階層構造をとっており、高位の個体が下位の個体を支配している。また、つがいの結びつきの強さについても述べられており、特に、つがいの双方が階層の同一位に位置し、低位のメスが高位のオスとつがいになった際に、そのメスの立場が引き上げられることを指摘している。
また、食料などを分け合う習性があることも観察されている。積極的に食料を譲る姿は霊長類には珍しいものだが、鳥類においては、つがいの愛情表現や求愛行為において主として見られる。ニシコクマルガラスは、チンパンジーにおいて記録されているよりも、かなり積極的に食料を仲間に譲る習性がある。この習性が何を目的とするのかは、お互いに助け合うためであるとも、対立を回避するためであるとも仮説が立てられているが、完全には解明されていない。

## 人間との関係

ガリツィアの地章

- 小説家フランツ・カフカの苗字「カフカ」は、チェコ語でニシコクマルガラスを意味する。
- ウクライナ語ではハールカ (Галка)と呼ぶ。近似の音ということから、13世紀初頭のガリツィア (ウクライナ語名:ハルィチナー)の地章に採用されたと言われ、紋章にニシコクマルガラスが描かれている。

## ギャラリー

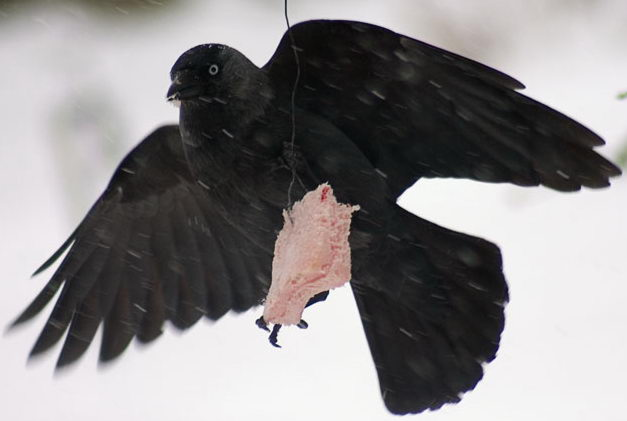
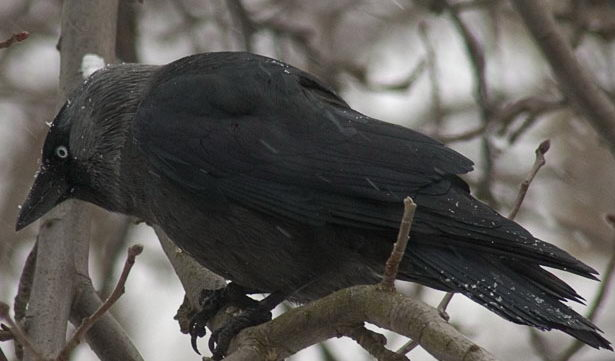
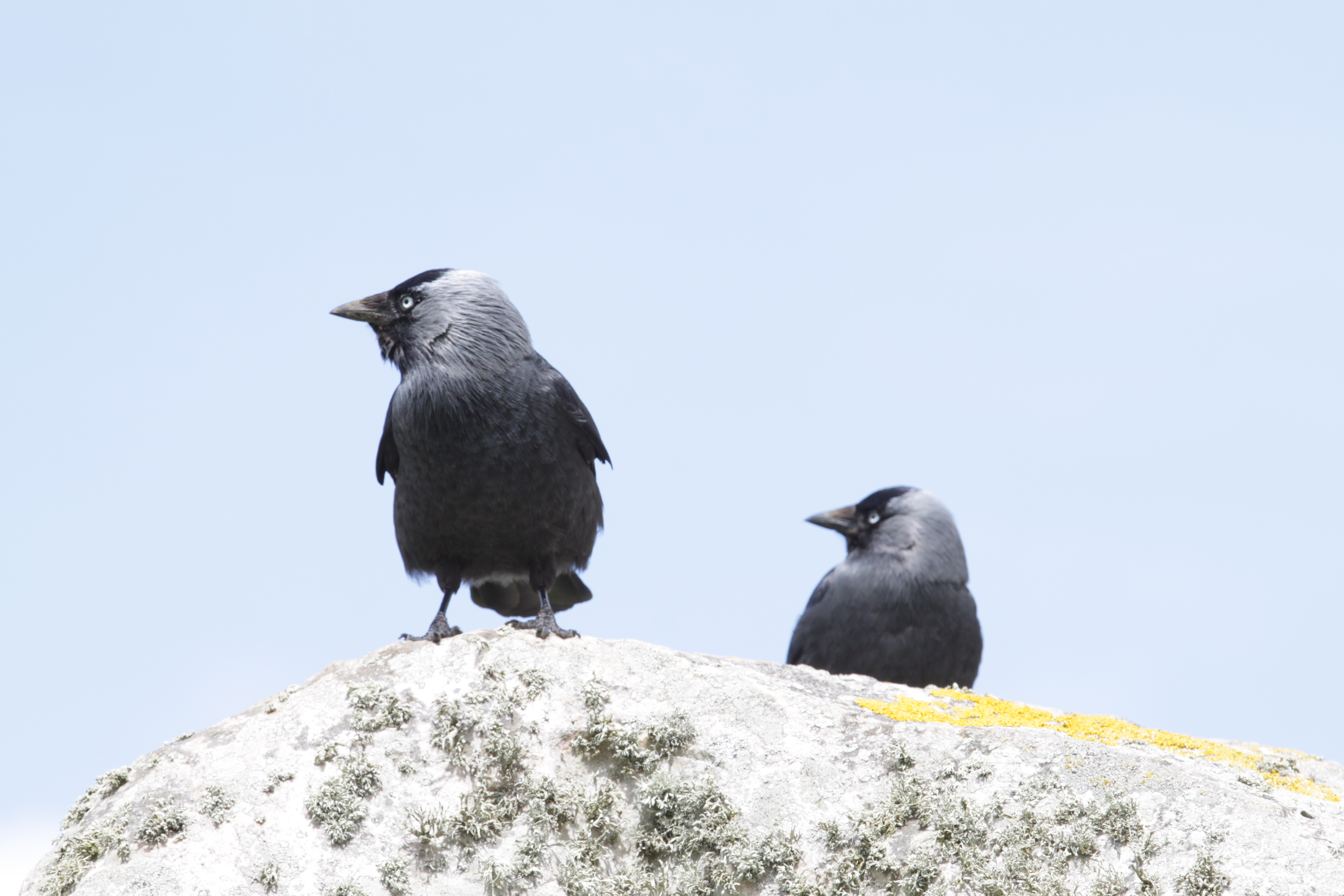
ストーンヘンジにおけるニシコクマルガラス

### 画像
- Urban bird
- Jackdaw on coastal cliffside
- Skull of Jackdaw

### 動画
- Page with video footage